# 克雷布斯巴赫河 (哈弗巴赫河支流)
51°59′54″N 8°45′6″E / 51.99833°N 8.75167°E

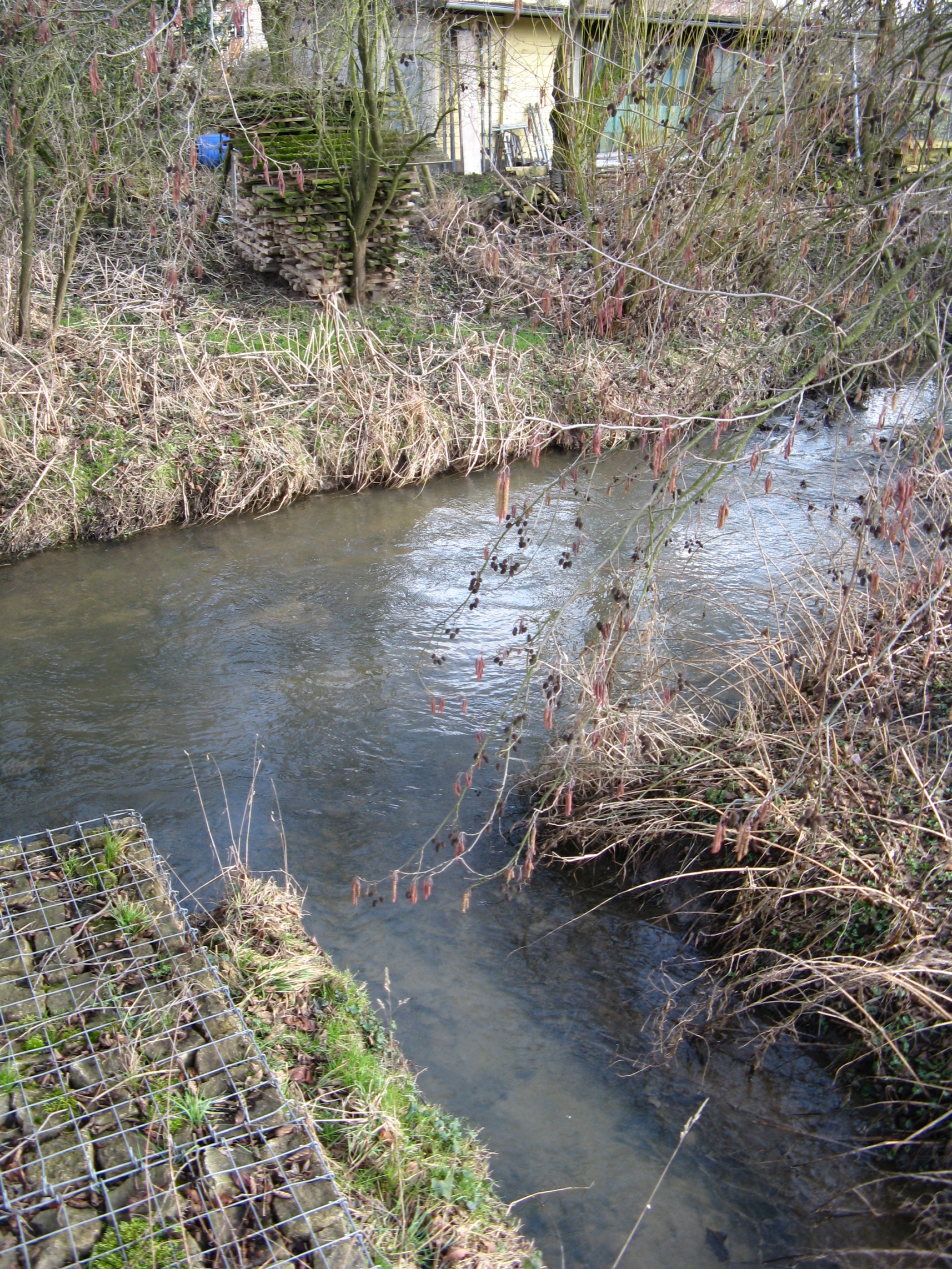

克雷布斯巴赫河（德語：Krebsbach），是德國的河流，位於該國西部，處於北萊茵-威斯特法倫州，屬於哈弗巴赫河的支流，河道全長2公里，流域面積10.1平方公里。